# Rue du Docteur-Blanche
Ne doit pas être confondu avec Rue Blanche.
La rue du Docteur-Blanche est une voie publique du 16e arrondissement de Paris située non loin de la porte d'Auteuil, en France.

## Situation et accès
Cette rue, large de 18 mètres et longue de 530 mètres, donne sur six autres voies :
- la rue Raffet à la fin de la rue ;
- le square du Docteur-Blanche au no 53 bis, qui est une voie privée ;
- la rue Henri-Heine au no 49 ;
- la rue de l'Yvette aux nos 23-29 ;
- la rue Mallet-Stevens au no 9 ;
- la rue de l'Assomption au début de la rue aux nos 83-89[1].

C'est l'une des rares rues du quartier à être à double sens[réf. nécessaire].
La rue est accessible par la station de métro Jasmin de la ligne 9 du métro de Paris.

## Origine du nom

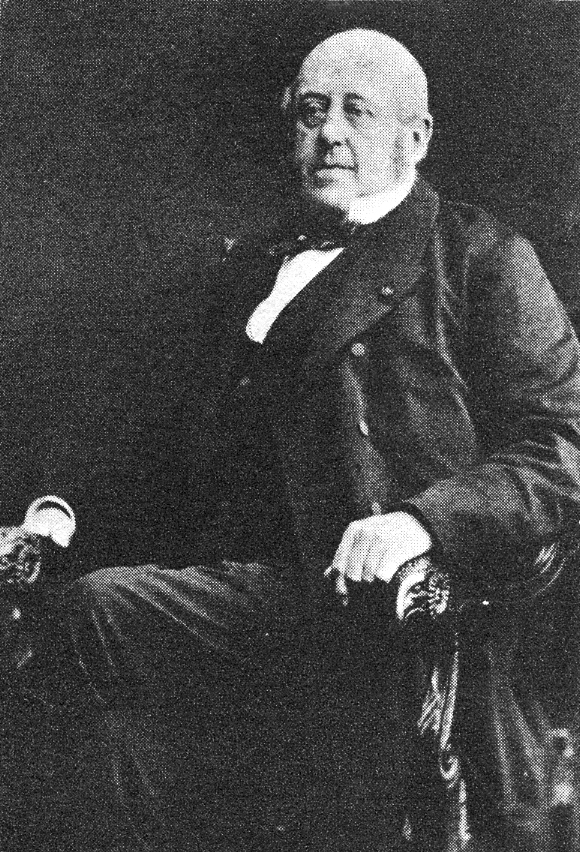
Esprit Blanche.

Elle porte le nom du médecin aliéniste Esprit Blanche (1796-1852), fondateur d'une maison de santé qui était située dans l'actuel quartier voisin de La Muette. Son fils Émile Blanche (1820-1893) prend sa suite et meurt en sa maison de la rue des Fontis (au no 15 note sa nécrologie dans Le Gaulois, au no 19 selon l'historien de Paris Jacques Hillairet), où le médecin résidait depuis 1873, l'ayant fait construire. Son propre fils, le peintre Jacques-Émile Blanche (1861-1942) y vécut également.

## Historique
Cette voie est indiquée sur le plan cadastral de l'ancienne commune d'Auteuil dressé en 1823, d'abord appelée « sentier des Fontis », « chemin des Fontis » puis « rue des Fontis ». « Fontis » est un terme qui fait référence aux fondrières causées par l'exploitation des carrières souterraines.
Elle est classée dans la voirie parisienne par un décret du 23 mai 1863 et prend sa dénomination actuelle par un arrêté du 5 janvier 1894.
Le 6 août 1918, durant la Première Guerre mondiale, un obus lancé par la Grosse Bertha explose au no 46 rue du Docteur-Blanche.

## Bâtiments remarquables et lieux de mémoire
- À un numéro inconnu vécut le Premier ministre Jacques Chaban-Delmas dans les années 1960 et 1970[4].
- La clinique privée Mozart, située au no 2.
- L'immeuble au no 5 a été construit sur les plans de l'architecte Pierre Patout en 1928[1].
- La Fondation Le Corbusier, qui conserve notamment les archives de l'architecte, est installée dans les villas Jeanneret-Raaf et La Roche, situées respectivement au 8 et 10, square du Docteur-Blanche, impasse qui s'ouvre au no 53 bis de la rue du Docteur-Blanche[5],[6].
- Le Foyer des lycéennes, internat pour étudiantes, est situé depuis sa création en 1954 au no 10 de cette rue[7]. Il fait l'objet d'un documentaire, réalisé par Marie Gaumy, intitulé Les 400 Filles du Docteur Blanche et produit par Quark en 2004[8],[9],[10]. Renommé internat d'excellence Jean-Zay par le ministre de l'Éducation nationale François Fillon la même année[11], il devient mixte à la rentrée 2011[12]. Cet internat est maintenant appelé « lycée d'État Jean-Zay ».
- No 19 : immeuble construit entre 1950 et 1953 par l'architecte Jean Ginsberg.
- À la banque du Crédit lyonnais (de nos jours BNP Paribas), située au no 39-41, a lieu la dernière attaque du gang des postiches le 14 janvier 1986. Les policiers tendent une souricière aux malfrats. L'enquêteur Jean Vrindts et le gangster Bruno Berliner sont tués[13],[14].
- No 49 : immeuble construit en 1925 par l'architecte Jean Boucher.
- Au no 56 se trouvait l'École normale sociale, établissement fondé en 1911 par Andrée Butillard, militante du syndicalisme chrétien. D'abord installée dans le quartier de Plaisance, elle visait à former des femmes syndicalistes[15]. Madeleine Tribolati y étudia. La photo ci-dessous figure un hôtel particulier, remplacé de nos jours par un immeuble.

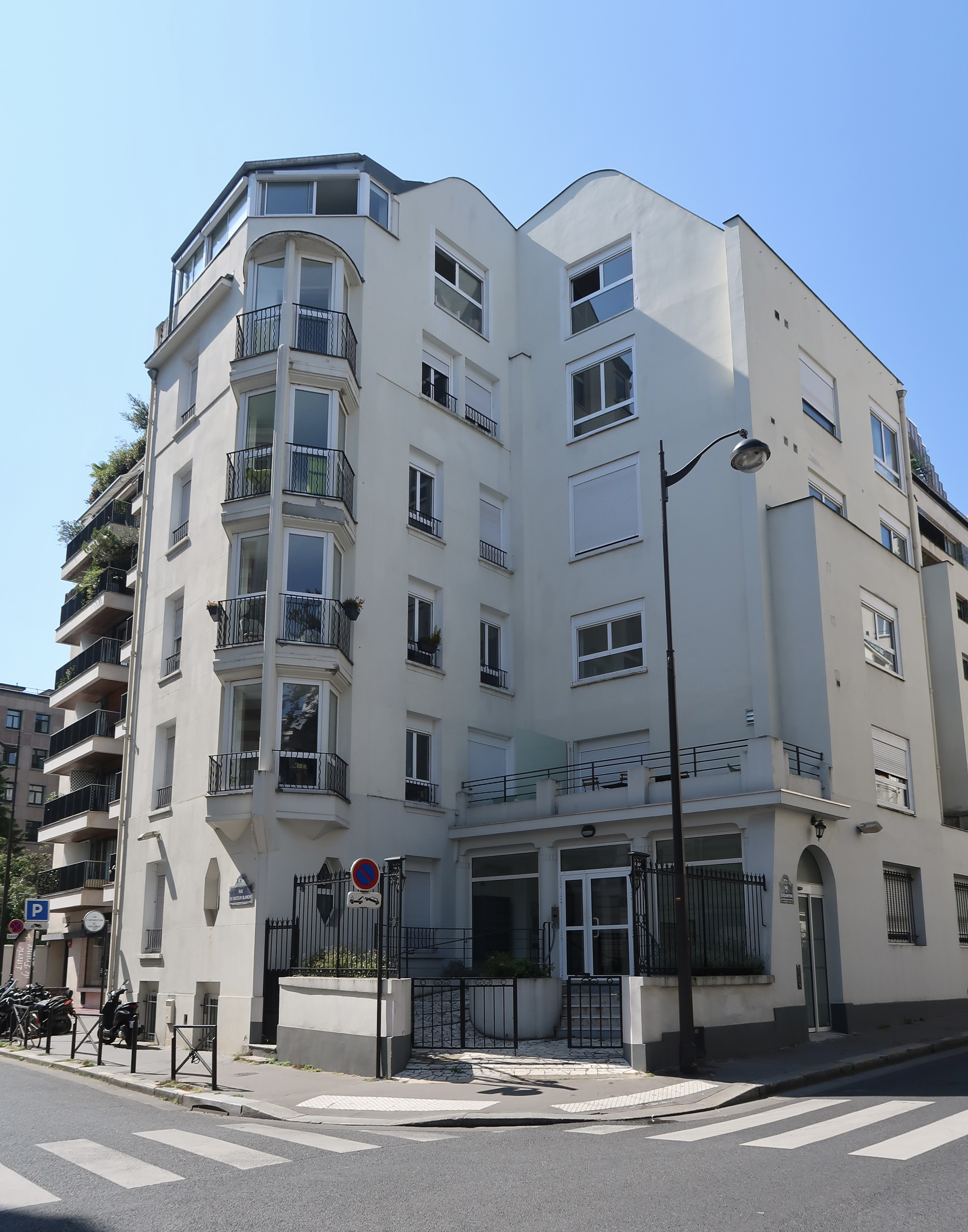
Vue de la clinique Mozart depuis la rue de l'Assomption.
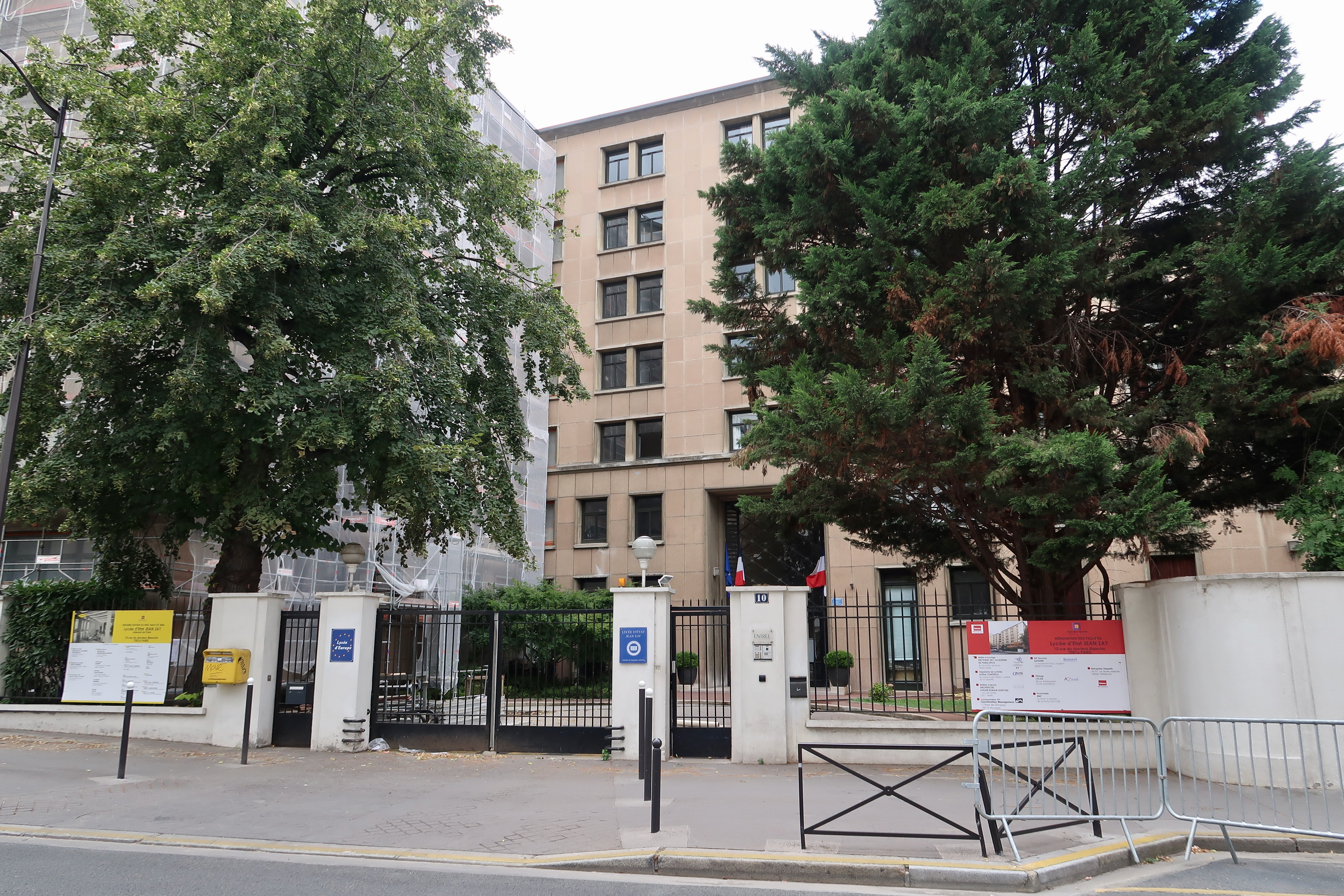
Vue de l’entrée du lycée d’État Jean-Zay.
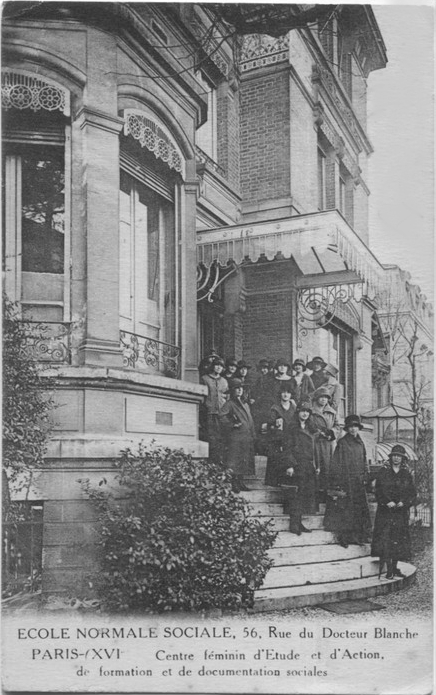
Photographie ancienne du no 56.